# 2011년 세계 태권도 선수권 대회
2011년 세계 태권도 선수권 대회는 2011년 5월 1일부터 5월 6일까지 대한민국 경주에서 열린 제20회 세계 태권도 선수권 대회이다. 144개국 949명의 선수들이 참가하였다.

## 메달리스트

### 남자
| 종목    | 금                            | 은                             | 동                               |
| ------- | ----------------------------- | ------------------------------ | -------------------------------- |
| 54kg급  | 찻차완 카올라오 태국          | 박지웅 대한민국                | 세이풀라 마고메오프 러시아       |
| 54kg급  | 찻차완 카올라오 태국          | 박지웅 대한민국                | 메이삼 박게리 이란               |
| 58kg급  | 호엘 곤살레스 스페인          | 루이 브라간사 포르투갈         | 웨이첸양 중화민국                |
| 58kg급  | 호엘 곤살레스 스페인          | 루이 브라간사 포르투갈         | 가브리엘 마르세데스 파나마       |
| 63kg급  | 이대훈 대한민국               | 마이클 하비 영국               | 나차푼통 태국                    |
| 63kg급  | 이대훈 대한민국               | 마이클 하비 영국               | 레후엔짜우 베트남                |
| 68kg급  | 세르베트 타제킬 튀르키예      | 모함마드 바게리 모타메드 이란  | 로훌라 니크파이 아프가니스탄     |
| 68kg급  | 세르베트 타제킬 튀르키예      | 모함마드 바게리 모타메드 이란  | 마틴 스탬퍼 영국                 |
| 74kg급  | 알리레자 나스르 아자다니 이란 | 파티왓 통살랍 태국             | 이스마엘 쿨리발리 말리           |
| 74kg급  | 알리레자 나스르 아자다니 이란 | 파티왓 통살랍 태국             | 리드반 베이구트 튀르키예         |
| 80kg급  | 파르자드 압돌라하 이란        | 유누스 사리 튀르키예           | 이삼 체누비 모로코               |
| 80kg급  | 파르자드 압돌라하 이란        | 유누스 사리 튀르키예           | 라민 아지조프 아제르바이잔       |
| 87kg급  | 유세프 카라미 이란            | 차동민 대한민국                | 존 가르시아 스페인               |
| 87kg급  | 유세프 카라미 이란            | 차동민 대한민국                | 카를로 몰페타 이탈리아           |
| +87kg급 | 조철호 대한민국               | 아크말 이르가셰프 우즈베키스탄 | 크로시 라졸리 이란               |
| +87kg급 | 조철호 대한민국               | 아크말 이르가셰프 우즈베키스탄 | 안드레이스 스타일리이누 키프로스 |

### 여자
| 종목    | 금                           | 은                         | 동                               |
| ------- | ---------------------------- | -------------------------- | -------------------------------- |
| 46kg급  | 김소희 대한민국              | 리자오이 중화인민공화국    | 루키예 일 디림 튀르키예          |
| 46kg급  | 김소희 대한민국              | 리자오이 중화인민공화국    | 슈게이예 만츠 독일               |
| 49kg급  | 우진위 중화인민공화국        | 양수쥔 중화민국            | 브라히데 야궤 스페인             |
| 49kg급  | 우진위 중화인민공화국        | 양수쥔 중화민국            | 사나 아타브로르 모로코           |
| 51kg급  | 아나 자니노비치 유고슬라비아 | 럄야 베칼리 모로코         | 이혜영 대한민국                  |
| 51kg급  | 아나 자니노비치 유고슬라비아 | 럄야 베칼리 모로코         | 하티체 쿠브라 불 튀르키예        |
| 51kg급  | 아나 자니노비치 유고슬라비아 | 럄야 베칼리 모로코         | 이혜영 대한민국                  |
| 51kg급  | 아나 자니노비치 유고슬라비아 | 럄야 베칼리 모로코         | 하티체 쿠브라 불 튀르키예        |
| 57kg급  | 허우위줘 중화인민공화국      | 제이드 존슨 영국           | 마를렌 아르누아 프랑스           |
| 57kg급  | 허우위줘 중화인민공화국      | 제이드 존슨 영국           | 임수정 대한민국                  |
| 62kg급  | 랑시야 니사이솜 태국         | 마리나 수믹 크로아티아     | 카린 세르게리 캐나다             |
| 62kg급  | 랑시야 니사이솜 태국         | 마리나 수믹 크로아티아     | 더데인 알투넬 튀르키예           |
| 67kg급  | 세라 스티븐슨 영국           | 구도 윤페이 중화인민공화국 | 황경선 대한민국                  |
| 67kg급  | 세라 스티븐슨 영국           | 구도 윤페이 중화인민공화국 | 헬레나 프롬 독일                 |
| 73kg급  | 글리디스 에팡그 프랑스       | 오혜리 대한민국            | 밀리차 만다치 세르비아           |
| 73kg급  | 글리디스 에팡그 프랑스       | 오혜리 대한민국            | 아나스타시야 바리시니코바 러시아 |
| +73kg급 | 안카롤린 그라프 프랑스       | 안세봄 대한민국            | 로사나 사이먼 스페인             |
| +73kg급 | 안카롤린 그라프 프랑스       | 안세봄 대한민국            | 올가 이바노바 러시아             |

## 참가국
| - 아프가니스탄 (5) - 알바니아 (3) - 알제리 (6) - 아르헨티나 (6) - 아르메니아 (4) - 아루바 (3) - 오스트레일리아 (15) - 오스트리아 (6) - 아제르바이잔 (16) - 바레인 (2) - 방글라데시 (2) - 벨라루스 (9) - 베냉 (2) - 부탄 (2) - 볼리비아 (2) - 보스니아 헤르체고비나 (7) - 브라질 (15) - 불가리아 (5) - 캄보디아 (2) - 카메룬 (9) - 캐나다 (16) - 중앙아프리카 공화국 (2) - 칠레 (9) - 중국 (16) - 중화 타이베이 (16) - 콜롬비아 (15) - 콩고 공화국 (7) - 콩고 민주 공화국 (12) - 코스타리카 (3) - 크로아티아 (10) - 쿠바 (2) - 키프로스 (10) - 체코 (4) - 덴마크 (4) - 도미니카 공화국 (13) - 동티모르 (2) - 에콰도르 (5) - 이집트 (14) - 엘살바도르 (3) - 에티오피아 (3) - 핀란드 (3) - 프랑스 (16) - 가봉 (3) - 조지아 (7) - 독일 (14) - 가나 (4) - 영국 (10) - 그리스 (16) | - 그레나다 (2) - 과테말라 (7) - 기니 (1) - 가이아나 (2) - 아이티 (5) - 온두라스 (6) - 홍콩 (13) - 헝가리 (5) - 아이슬란드 (3) - 인도 (11) - 인도네시아 (14) - 이란 (12) - 이라크 (5) - 아일랜드 (2) - 이스라엘 (6) - 이탈리아 (12) - 코트디부아르 (2) - 자메이카 (2) - 일본 (8) - 요르단 (10) - 카자흐스탄 (15) - 케냐 (14) - 키리바시 (2) - 키르기스스탄 (3) - 라오스 (2) - 라트비아 (2) - 레바논 (6) - 레소토 (2) - [[파일:{{{국기그림-1977}}}\|22x20px\|border \|alt=리비아의 기]] 리비아 (5) - 리투아니아 (2) - 마카오 (4) - 마케도니아 (3) - 마다가스카르 (2) - 말레이시아 (2) - 말리 (7) - 모리셔스 (1) - 멕시코 (16) - 몰도바 (2) - 몽골 (11) - 몬테네그로 (2) - 모로코 (13) - 모잠비크 (11) - 미얀마 (4) - 네팔 (2) - 네덜란드 (12) - 네덜란드령 안틸레스 (3) - 누벨칼레도니 (1) - 뉴질랜드 (8) | - 니제르 (1) - 나이지리아 (6) - 노르웨이 (6) - 파키스탄 (3) - 팔레스타인 (3) - 파나마 (2) - 파푸아뉴기니 (1) - 파라과이 (2) - 페루 (1) - 필리핀 (11) - 폴란드 (6) - 포르투갈 (4) - 푸에르토리코 (13) - 카타르 (6) - 루마니아 (3) - 러시아 (16) - 세인트키츠 네비스 (2) - 사모아 (2) - 상투메 프린시페 (2) - 세네갈 (7) - 세르비아 (8) - 싱가포르 (5) - 슬로바키아 (2) - 슬로베니아 (5) - 남아프리카 공화국 (3) - 대한민국 (16) - 스페인 (16) - 수단 (8) - 수리남 (3) - 스웨덴 (10) - 스위스 (3) - 시리아 (1) - 타지키스탄 (7) - 태국 (12) - 통가 (4) - 트리니다드 토바고 (5) - 튀니지 (4) - 튀르키예 (16) - 미국령 버진아일랜드 (2) - 우크라이나 (11) - 아랍에미리트 (5) - 미국 (16) - 우즈베키스탄 (13) - 바누아투 (2) - 베네수엘라 (15) - 베트남 (11) - 예멘 (2) - 짐바브웨 (2) |